# STS-52
STS-52 (ang. Space Transportation System) – trzynasta misja wahadłowca kosmicznego Columbia i pięćdziesiąta pierwsza programu lotów wahadłowców.

## Załoga
źródło
- James Wetherbee (2)*, dowódca (CDR)
- Michael Baker (2), pilot (PLT)
- Charles „Lacy” Veach (2), specjalista misji 1 (MS1)
- William Shepherd (3), specjalista misji 2 (MS2)
- Tamara „Tammy” Jernigan (2), specjalista misji 3 (MS3)
- Steven MacLean (1), specjalista ładunku 1 (PS1) (Kanada)

*(liczba w nawiasie oznacza liczbę lotów odbytych przez każdego z astronautów)

## Parametry misji
źródło
- Masa:
  - startowa orbitera: 113 457 kg
  - lądującego orbitera: 97 572 kg
  - ładunku: 9106 kg
- Perygeum: 304 km
- Apogeum: 307 km
- Inklinacja: 28,5°
- Okres orbitalny: 90,6 min

## Cel misji
Umieszczenie na orbicie włoskiego satelity geodezyjnego LAGEOS II (LAser GEOdynamics Satelite) oraz eksperymenty z zestawem aparatury USMP-1 (United States Microgravity Payload).